# Puerto de Chía
El Puerto de Chía o Puerto Chía es un puerto de montaña situado al suroeste de la provincia de Ávila, en España.

## Situación

Mapa de Castilla la Vieja en 1884. Depósito de la Guerra.

Tiene 1663 metros de altitud y comunica el Valle del Corneja (Valdecorneja) con el Alto Valle del Alberche a través de una carretera local que conecta las localidades de Navacepedilla de Corneja y San Martín de la Vega del Alberche.
Separa la Sierra de Villafranca y el macizo de La Serrota. Sirve de límite jurisdiccional entre los municipios de Villafranca de la Sierra y San Martín de la Vega del Alberche.
Su situación estratégica, por el pasaba un importante cordel de la Cañada Real Leonesa Occidental que comunicaba el valle del Corneja con el Puerto del Pico, camino de Extremadura, convirtió a Villafranca de la Sierra en la villa más importante de la comarca hasta el siglo XIX.
Camilo José Cela en su libro Judíos, moros y cristianos pasa por el Puerto de Chía:

Desde el puerto de Chía se ve, noble, solemne, misterioso,  el aún lejano y ya sobrecogedor panorama de Gredos. A Gredos un poeta cantor del Tormes, le llamó espalda de Castilla. El vagabundo, solo y frente a Gredos no se siente ni disminuido ni atónito, sino dichoso, inmensamente dichoso y libre. Quizás, tampoco alegre. Gredos no es tierra alegre. Para el vagabundo, la dicha y la libertad son cosas de mayor substancia  que la alegría. Antonio Machado hablaba -sin pensar en Gredos- de tierras tristes, tan tristes que tienen alma. Gredos es tierra con alma, tierra con el alma pegada a sus altos riscos, como las primeras nubes setembrinas; tierra con el alma aérea , inconsútil, cambiante como las primeras brumas setembrinas; tierra con el alma transparente y fría como las primeras nieblas setembrinas. El vagabundo piensa que Gredos, quizás por pétreo y eterno, tiene el alma, igual que los niños, de blanda y alba nieve pasajera.

Al vagabundo, con sus cavilaciones , le sorprende la noche en el solitario  puerto de Chía: La Serrota al norte; Gredos al sur; el valle  Amblés a levante y a poniente - y calculado su punto cardinal a ojo, como siempre-, el valle de Corneja y adivinada y señora Piedrahíta. El vagabundo, huyendo del relente, se bajó a dormir a San Martín de la Vega, que guarda el nacimiento del río Alberche

## Ciclismo
El puerto de Chía formó parte de la Vuelta a España 2010, en la decimonovena etapa con salida en Piedrahíta y meta en Toledo. Ha sido calificado como un puerto puntuable de segunda categoría.